# 노던 준주 버펄로스
노던 준주 버펄로스(Northern Territory Buffaloes)는 1981년 창단한 클랙스턴 실드의 프로 야구 팀이다. 노던 준주를 연고로 하고 있다.

## 같이 보기
- 오스트레일리아 야구 리그